# Jewgienij Jewstigniejew
Jewgienij Aleksandrowicz Jewstigniejew (ros. Евгений Александрович Евстигнеев; ur. 9 października 1926 w Niżnym Nowogrodzie, zm. 4 marca 1992 w Londynie) – radziecki aktor filmowy. Zasłużony Artysta RFSRR. Pochowany na Cmentarzu Nowodziewiczym w Moskwie.

## Życiorys
Urodził się w robotniczej rodzinie metalowca Aleksandra i frezerki Marii. W wieku 6 lat stracił ojca. Po ukończeniu 7-letniej szkoły w 1941 został elektromonterem, później próbował dostać się do technikum, jednak śmierć ojczyma zmusiła go do zmiany planów i od 1943 pracował jako ślusarz w fabryce w m. Gorki. W 1951 ukończył szkołę teatralną w tym mieście i został aktorem obwodowego teatru dramatycznego we Włodzimierzu, w 1956 ukończył szkołę-studio im. Niemirowicza-Danczenko przy MCHAT i został aktorem tego teatru, w 1957 aktorem teatru Sowriemiennik, a w 1970 aktorem w MCHAT. Był trzykrotnie żonaty, po raz pierwszy z Galiną Wołczek, później z Liliją Żurkiną, następnie z Iriną Cywiną. 2 marca 1992 wraz z żoną przybył do Londynu w celu poddania się operacji serca, jednak dwa dni później zmarł w jednej z klinik w przeddzień zaplanowanej operacji.
Jego imieniem nazwano szkołę teatralną w Niżnym Nowogrodzie.

## Wybrana filmografia
- 1962: Dziewięć dni jednego roku jako Nikołaj Iwanowicz, fizyk
- 1966: Złodziej samochodów jako reżyser teatralny
- 1968: Zakręt szczęścia jako dyrektor Iwan Kałaczow
- 1968: Złote cielę jako Aleksandr Korejko
- 1970: Ucieczka jako Paramon Iljicz Korzuhin
- 1971: Na rabunek jako Walentin Worobiow
- 1980: Czarna kura[3]
- 1983: Stworzył nas jazz jako „Papa”
- 1989: Uczta Baltazara, czyli noc ze Stalinem jako Kalinin

## Odznaczenia i nagrody
- Zasłużony Artysta RFSRR (21 lutego 1968)
- Ludowy Artysta ZSRR (23 lutego 1983)
- Ludowy Artysta RFSRR (30 maja 1974)
- Nagroda Państwowa ZSRR (1974)
- Order Czerwonego Sztandaru Pracy (1982)
- Order Lenina (1986)
- Nagroda Państwowa RFSRR (1990)

## Upamiętnienie
Niżegorodzka Szkoła Teatralna nosi imię Jewgienija Jewstigniejewa.